# Universal Pictures Home Entertainment
Universal Studios Home Entertainment (précédemment Universal Studios Home Video, et MCA Home Video) est la filiale de distribution de films en vidéo d'Universal Pictures, appartenant à NBCUniversal.

## Historique
L'entreprise fut fondée en 1978 par Music Corporation of America, propriétaire d'Universal, sous le nom de MCA DiscoVision et distribuait ses VHS sous le label MCA Videocassette. En 1983, MCA Videocassette et le label de Compact Disc MCA Videodisc furent rassemblés en une seule entité, MCA Home Video. In 1990, pour les 75 ans des studios Universal, il fut renommé MCA/Universal Home Video. L'entreprise s'appela par la suite Universal Studios Home Video entre 1998 et 2005, puis Universal Studios Home Entertainment.
Jusqu'en 1999, Universal, comme Paramount Pictures, distribuait ses films vidéo en dehors des États-Unis et de l'Angleterre via CIC Video, une filiale de United International Pictures. Depuis l'acquisition de Polygram, qui possédait sa propre entité de distribution vidéo internationale PolyGram Video, Universal s'est retiré de CIC Video.
La distribution internationale s'effectue en commun avec Sony Pictures Home Entertainment, en héritage de ce que faisait PolyGram.